# Bilo je nekoč v Anatoliji
Bilo je nekoč v Anatoliji (turško Bir Zamanlar Anadolu’da) je turški dramski film iz leta 2011, ki ga je režiral Nuri Bilge Ceylan in zanj napisal scenarij skupaj z Ercanom Kesalom in ženo Ebru Ceylan. Temelji na resničnih dogodkih enega od scenaristov, zgodba prikazuje iskanje trupla s strani skupine moških v anatolski stepi. V glavnih vlogah nastopajo Muhammet Uzuner, Yılmaz Erdoğan in Taner Birsel. 
Premierno je bil prikazan 21. maja 2011 na Filmskem festivalu v Cannesu, kjer je osvojil drugo najprestižnejšo nagrado Grand Prix skupaj z belgijskim filmom Otrok s kolesom, nominiran pa je bil tudi za zlato palmo. V turških kinematografih je bil premierno prikazan 23. septembra in je naletel na dobre ocene kritikov. Nominiran je bil za evropsko filmsko nagrado za režijo in scenarij, nagrado London Film Critics' Circle za najboljši tujejezični film in režijo ter nagrade New York Film Critics Circle, Chicago Film Critics Association in Independent Spirit za najboljši tujejezični film. Osvojil je azijsko-pacifiške filmske nagrade za najboljšo fotografijo, režijo in veliko nagrado žirije, nominiran pa je bil še za najboljši film in scenarij. Na Mednarodnem filmskem festivalu Cinemanila je osvojil nagrado za najboljšo režijo, na Mednarodnem filmskem festivalu v Dubaju pa nagradi za najboljšo fotografijo in posebno nagrado žirije. Leta 2016 je bil v anketi 177 filmskih kritikov po svetu izbran za 54. najboljši film 21. stoletja.

## Vloge
- Muhammet Uzuner kot dr. Cemal
- Yılmaz Erdoğan kot komisar Naci
- Taner Birsel kot tožilec Nusret
- Ahmet Mümtaz Taylan kot voznik Arap Ali
- Fırat Tanış kot osumljenec Kenan
- Ercan Kesal kot Mukhtar
- Cansu Demirci kot Mukhtarjeva hči
- Erol Erarslan kot žrtev umora Yaşar
- Uğur Arslanoğlu kot voznik sodišča Tevfik
- Murat Kılıç kot policist İzzet
- Şafak Karali kot sodni pisar Abidin
- Emre Şen kot narednik Önder
- Burhan Yıldız kot osumljenec Ramazan
- Nihan Okutucu kot Yaşarjeva žena Gülnaz